# باشگاه فوتبال بوروواش ویکتوریا
باشگاه فوتبال بوروواش ویکتوریا (به انگلیسی: Borrowash Victoria Association Football Club) یک باشگاه فوتبال در شهر بوروواش، کشور انگلستان است که در سال ۱۹۱۱ میلادی تأسیس شده‌است.